# Glenn Morris
Glenn Edward Morris (Simla, 18 giugno 1912 – Palo Alto, 31 gennaio 1974) è stato un multiplista statunitense, medaglia d'oro nel decathlon ai Giochi olimpici di Berlino 1936.

## Biografia
Secondo di sette figli, Morris studiò al Colorado Agricultural College (l'attuale Università statale del Colorado) nel 1930. Diventò un atleta di punta per la scuola e si distinse in numerosi sport con nomina di "Americano in atletica". Durante il periodo universitario, inoltre, lavorò dapprima come vice allenatore e successivamente come venditore di automobili. 
Nel 1934, dopo aver conseguito la laurea in Economia e Sociologia, Morris iniziò ad allenarsi come decatleta nella speranza di competere alle Olimpiadi del 1936.
Nelle prove americane di Trial Olimpico, volte a scegliere il rappresentante agli imminenti Giochi, nel luglio del 1936 Morris stabilì un nuovo record mondiale di 7.880 punti, guadagnandosi il soprannome dalla rivista Newsweek di "nuovo uomo d'acciaio della nazione". Alle olimpiadi estive di Berlino (agosto 1936) superò il punteggio del record mondiale ed olimpico, sempre nel decathlon, con 7.900 punti. Il suo trionfo venne premiato con una medaglia d'oro e una corona d'alloro, ricevute da Eva Braun, amante di Hitler, il quale fu talmente colpito dalle abilità dello statunitense da offrirgli $ 50.000 per restare in Germania e apparire in un film sportivo.
Nello stesso anno Morris ricevette il Premio James E. Sullivan come miglior atleta dilettante negli Stati Uniti. Sulla scia del successo alle Olimpiadi fu invitato a una parata celebrativa a New York e a una celebrazione in tutto lo stato del Colorado; divenne per poco tempo commentatore radiofonico della NBC e fu il protagonista del cortometraggio Decathlon Champion: The Story of Glenn Morris della Metro-Goldwyn-Mayer.
Nel 1938 apparve nel film La rivincita di Tarzan, un film indipendente a basso costo, prodotto da Sol Lesser e realizzato dalla Twentieth Century Fox. Né la critica né il pubblico accolsero bene il film, reputando esagerata la recitazione di Morris, che non aveva alcuna esperienza come attore. Dopo un solo ruolo secondario, nella commedia Hold That Co-ed (1938), Morris lasciò il cinema per sempre.
Nel 1940 giocò in quattro partite con la squadra di football dei Detroit Lions, militante in NFL.
Durante la seconda guerra mondiale prestò servizio come ufficiale nella marina statunitense e fu di stanza nel Pacifico, comandando le navi d'assalto anfibio. Secondo quanto riferito dai rapporti ufficiali, Morris rientrò provato dalla guerra e fu curato per traumi psicologici. Dopo il periodo di degenza, lavorò per una decina di anni nel campo delle costruzioni in acciaio per la Commissione per l'energia atomica degli Stati Uniti d'America.
Nel 1967 fu inserito nella Hall of Fame Colorado Sports come "il più grande atleta del mondo"; le condizioni di salute sempre più precarie impedirono all'atleta di recarsi alla manifestazione. Morris morì di insufficienza cardiaca congestizia al Veterans Hospital di Palo Alto, in California, nel 1974 e fu sepolto nello Skylawn Memorial Park a San Mateo, in California.

## Palmarès
| Anno | Manifestazione  | Sede    | Evento    | Risultato | Prestazione | Note            |
| ---- | --------------- | ------- | --------- | --------- | ----------- | --------------- |
| 1936 | Giochi olimpici | Berlino | Decathlon | Oro       | 7900 punti  | Record mondiale |